# Sancho IV van Navarra
Sancho IV van Navarra (1040 – 4 juni 1076), bijgenaamd Sancho van Peñalen, was koning van Navarra van 1054 tot aan zijn dood in 1076.

## Biografie
Sancho was de oudste zoon van koning Garcia III van Navarra en van Stephanie van Foix. Hij bestreed zijn broers en neven om het bestuur over Navarra, maar moest Baskenland afstaan en werd ten slotte door zijn broer Ramón Garcés vermoord.

## Huwelijk
Sancho was gehuwd met Placencia  van Normandië en zij hadden samen drie kinderen:
- García Sanchez
- Raimundo Sanchez
- Urraca Sanchez

## Voorouders
| Voorouders van Sancho IV van Navara (1040-1076) | Voorouders van Sancho IV van Navara (1040-1076)                   | Voorouders van Sancho IV van Navara (1040-1076)                   | Voorouders van Sancho IV van Navara (1040-1076)                   | Voorouders van Sancho IV van Navara (1040-1076)                   | Voorouders van Sancho IV van Navara (1040-1076)                    | Voorouders van Sancho IV van Navara (1040-1076)                    | Voorouders van Sancho IV van Navara (1040-1076)                    | Voorouders van Sancho IV van Navara (1040-1076)                    |
| ----------------------------------------------- | ----------------------------------------------------------------- | ----------------------------------------------------------------- | ----------------------------------------------------------------- | ----------------------------------------------------------------- | ------------------------------------------------------------------ | ------------------------------------------------------------------ | ------------------------------------------------------------------ | ------------------------------------------------------------------ |
| Overgrootouders                                 | García II van Navarra (964-1000) ∞ Jimena Fernández (-1035)       | García II van Navarra (964-1000) ∞ Jimena Fernández (-1035)       | Sancho I Garcés (965-1017) ∞ Uracca Salvadores (-)                | Sancho I Garcés (965-1017) ∞ Uracca Salvadores (-)                | Rogier I van Carcassonne (-1012) ∞ Azalaïs (-)                     | Rogier I van Carcassonne (-1012) ∞ Azalaïs (-)                     | Garcia Arnold van Biggore (-) ∞ ? (-)                              | Garcia Arnold van Biggore (-) ∞ ? (-)                              |
| Grootouders                                     | Sancho III van Navarra (990-1035) ∞ Mayor van Castilië (995-1032) | Sancho III van Navarra (990-1035) ∞ Mayor van Castilië (995-1032) | Sancho III van Navarra (990-1035) ∞ Mayor van Castilië (995-1032) | Sancho III van Navarra (990-1035) ∞ Mayor van Castilië (995-1032) | Bernard Roger van Foix (962-1034) ∞ Gersendis van Bigorre (-1032?) | Bernard Roger van Foix (962-1034) ∞ Gersendis van Bigorre (-1032?) | Bernard Roger van Foix (962-1034) ∞ Gersendis van Bigorre (-1032?) | Bernard Roger van Foix (962-1034) ∞ Gersendis van Bigorre (-1032?) |
| Ouders                                          | Garcia III van Navarra (1020-1054) ∞ Stephanie van Foix (-1054)   | Garcia III van Navarra (1020-1054) ∞ Stephanie van Foix (-1054)   | Garcia III van Navarra (1020-1054) ∞ Stephanie van Foix (-1054)   | Garcia III van Navarra (1020-1054) ∞ Stephanie van Foix (-1054)   | Garcia III van Navarra (1020-1054) ∞ Stephanie van Foix (-1054)    | Garcia III van Navarra (1020-1054) ∞ Stephanie van Foix (-1054)    | Garcia III van Navarra (1020-1054) ∞ Stephanie van Foix (-1054)    | Garcia III van Navarra (1020-1054) ∞ Stephanie van Foix (-1054)    |